# Булонь (футбольний клуб)
«Булонь» (фр. Boulogne) — французький футбольний клуб з міста Булонь-сюр-Мер. Заснований у 1898 році. У сезоні 2009/2010 грав в еліті французького футболу.

## Досягнення
Півфіналіст кубка Франції 1936/37.

## Відомі гравці
- Ельвін Бечірі
- Едмон Барафф
- Франк Рібері